# Mount Tom Bay
Mount Tom Bay – zatoka (ang. bay) jeziora Kejimkujik Lake w kanadyjskiej prowincji Nowa Szkocja, w hrabstwie Annapolis; nazwa urzędowo zatwierdzona 28 sierpnia 1974.